# Moulin de Trévaly
Le moulin de Trévaly (également dit moulin de Bourg-le-Beau) est un ancien moulin à vent situé sur la commune de Guérande, dans le département français de la Loire-Atlantique.

## Présentation
Cet ancien moulin à vent, situé dans le village guérandais de Clis, est exploité pour produire de la farine, de la fin du XIXe siècle au dernier quart du XXe siècle. Sa tour conique a été conservée pour être rattachée de nos jours à une habitation attenante.

### Historique
Une quarantaine de moulins sont recensés à Guérande. Implantés depuis le Moyen-Âge, ils bénéficient de l'exposition au vent sur le coteau de Guérande. Ils sont le signe de la richesse et du pouvoir de leurs propriétaires, généralement des familles nobles, qui les mettent à la disposition des villageois contre la perception d'une redevance. Après la Révolution française, leur gestion et les profits dégagés reviennent au meunier.
Un moulin à vent dépendant du manoir de Kersalio est mentionné en 1650. Il s'agit probablement du moulin-tour de Trévaly, situé au sud du village de Clis. Propriété de la famille Vouzé de Sécillon au moment de la Révolution française, il est déclaré bien national puis vendu à Pierre-Marie Jagorel et Jacques Gallot. En l'an V, la famille de meuniers Caillo l'achète et l'exploite jusqu'en 1837, date de sa cession à François-Victor Frangeul. Ce dernier l'échange contre un autre moulin avec Julien Lebreton et son épouse Julienne Richeux. À leur décès, leur fils Guillaume François en hérite. La famille Perrio l'exploite durant la seconde moitié du XIXe siècle. Détruit par un incendie provoqué par la foudre le 29 janvier 1893, il est reconstruit la même année par son propriétaire François-Marie Perrio sous la forme d'un moulin-tour de trois étages. Il reste en activité jusque dans les années 1930. De nos jours, c'est une habitation.
Deux autres anciens moulins sont identifiés au nord de Clis : le Moulin-Neuf, détruit dans les années 1940, et le moulin de la Motte (ou de la Mothe), de nos jours en ruine, situé sur le point culminant de Clis, à une altitude de 50 mètres.

### Architecture
La tour conique, réalisée en moellons enduits, comporte trois étages ajourés de deux travées de baies rectangulaires à encadrements en granite. Elle est couverte d'un toit conique en ardoise. Le moulin est équipé au XIXe siècle du système Berton, qui permet de régler l'ouverture des ailes depuis l'intérieur, ce qui permet de construire des moulins plus hauts avec une meilleure prise au vent. Les ailes du moulin n'ont pas été conservées, elles n'étaient déjà plus en place en 1936. Les deux paires de meules à grain et d'engrenages métalliques, installées au moment de la reconstruction du moulin en 1893, sont toujours en place.